# تومان شانيو
تومان أو تيومان (بالمنغولية: Tümen) هو اقدم شانيو معروف حكم امبراطورية شيونغنو. حكم من 220 ق.م الي 209 ق.م.

## الأسم
من المحتمل ان يكون اسم تومان مرتبط بالعدد "10,000" أو معناه «لانهائي» أو «عدد كبير من الأشياء» الذي كان واسع الاستخدام بين العائلات اللغوية، وبشكل أكثر منطقية، الترتيب اللغوي التالي بأشكاله لديه كلمة تومان هكذا: (الفارسية الحديثة: -تشمل الطاجيكية واللهجة الدارية- tōmān ~ tūmān)والمنغولية: tümen وهي أيضا تعني 10,000 والتركية القديمة: tümän والتخارية الشرقية: tmāṃ واخيرا التخارية الغربية: t(u)māne , الدليل الوحيد المؤكد علي هذا هو ان تلك الكلمات قد تواجدت قبل واثناء حياة تومان لذا من المحتمل جدا ان يكون هذا هو اصل اسمه.

## حياته
بحلول الوقت الذي غزت فيه أسرة تشين الدول المتحاربة الست وبدأت حكمها فترة حكمها بعد توحيد الصين في 221 ق.م، نمت امبراطورية شيونغنو المؤلفة من اتحاد القبائل الشمالية لتصبح إمبراطورية قوية في الشمال وبدأت في التوسع شرقًا وغربًا. وفقا للمؤرخ الصيني سيما شيان، كان هنالك الكثير من القادة الذين حكموا شيونغنو قبل تومان، ولكن فقط منذ بداية حكمه أصبحت المعلومات عن الأمبراطورية متاحة للمؤرخين في الصين. 
تنافس مع شيونغنو علي صدارة المنطقة كان مع دونغو أو «البرابرة الشرقيين». في 215 ق.م، ارسل أول امبراطور للصين، تشين شي هوانغ جيشا مؤلفا من 100 ألف جندي وعلي رأسهم الجنرال مينغ تيان الي منطقة أوردوس في شمال الصين وتمكن من مطاردة قوات شيونغنو الي الشمال لمسافة 1,000 لي (حوالي 416 كيلومتر).

«تومان، لم يتمكن من الصمود ضد قوات تشين، فانسحب إلى أقصى الشمال، حيث صمد هناك لأكثر من عشر سنوات.» 

بعد مرور بعض الوقت على وفاة مينغ تيان عام 210 ق.م، عبر تومان النهر الأصفر وأستعاد اراضيه التي فقدها في معاركه السابقة.

فضل تومان ابنه الاصغر سنا من زوجته الثانية علي ابنه الكبير، مودو، للتخلص منه، ارسله الي البرابرة الشرقيين «اليويزي» كرهينة، تمكن مودو من الافلات من اليويزي ثم شن عليهم هجوما مفاجئا، استعد اليويزي لقتله لكنه تمكنمن الفرار بحصان الي شيونغنو. تأثر اباه بشجاعته وحكمته في قيادة 10,000 من الفرسان الذين يكنون له كل الولاء. كان مودو ناجحا للغاية في تدريب الفرسان وجعلهم مطيعيين له، في 209 ق.م، امر مودو قواته بقتل اباه تومان وزوجة ابيه واخاه الاصغر والقيادات الكبيرة التي رفضت طاعته. بعد ذلك، أصبح مودو هو الشانيو الجديد لشيونغنو 
يروي كتاب هان (الجزء «العلوي» من فقرة جوان 94) نهاية حياة تومان بلغة بليغة، على النحو التالي (الترجمة الحرفية الإنجليزية، ثم الصينية الكلاسيكية ثم العربية).

«... كان للشانيو تومان ابن وريث، باسم مودو. في وقت لاحق، كان لديه خانوم (سيدة) مفضلة، التي أنجبت ولدا صغيرا. أراد تومان، وضع مودو جانبا، لتثبيت الابن الصغير في المنصب (يقصد منصب الشانيو). تمكن من إرسال مودو كرهينة ليويزي. بعد أن أصبح مودو رهينة، هاجم تومان بسرعة يويزي. أراد يويزي قتل مودو. سرق مودو خيله الجيدة، وركبها، وذهب بعيدًا، وعاد إلى المنزل. تولى تومان ذلك كعرض للقوة وأمر أن يكون لديه (يقصد مودو) القيادة لـ10000 متسابق. تمكن مودو من صنع رؤوس سهام صافرة ومعهم تدريب فرسانه على إطلاق النار. أصدر أمراً قائلاً:» أولئك الذين لا يطلقون النار دائمًا على شيء يطلق عليه سهم به رأس صفير سوف يتم قطع رأسهم«. أجرى الصيد علي دمي الحيوانات. لم يقم البعض بإطلاق النار على شيء أطلقته رأس السهم (الصفير)، وقام بقطع رأسه في الحال. أن يتم ذلك، مودو مع رأس السهم صفير النار على حصان جيد من بلده. في يساره واليمين، لم يجرؤ البعض على الإطلاق على إطلاق النار. مودو على الفور يقطع الرأس لهم. بعد ذلك، انتظر ثم مرة أخرى برأس سهم صفير، أطلق النار على زوجته الحبيبة. عند يساره ويمينه، كان لديه بعض من كانوا خائفين للغاية ولم يجرؤوا على إطلاق النار، ومرة أخرى قطع رأسهم. مر بعض الوقت. ذهب مودو الي الصيد. مع رأس سهم صفير، أطلق النار على حصان جيد مملوك لشانيو تومان. في له اليسار واليمين، أطلق كل النار عليه. عرف مودو عندئذٍ أنه يمكن استخدام يساره ويمينه للمهمة. ذهب الي مطاردة والده شانيو تومان، ومع تسديدة رأس سهم في تومان. في يساره ويمينه، بعد كل رأس السهم الصفير، أطلقوا النار على تومان وقتلوه. لقد أُعدموا كلاً من زوجة الأب والأخ الأصغر، وحتى بعض المؤيدين المهمين الذين لم يطيعوا ويوافقوا. عندها قام مودو بتنصيب نفسه وأصبح شانيو.»